# Modunda staintoni
Modunda staintoni là một loài nhện trong họ Salticidae.
Loài này thuộc chi Modunda. Modunda staintoni được Octavius Pickard-Cambridge miêu tả năm 1872.